# Jozef de Bot

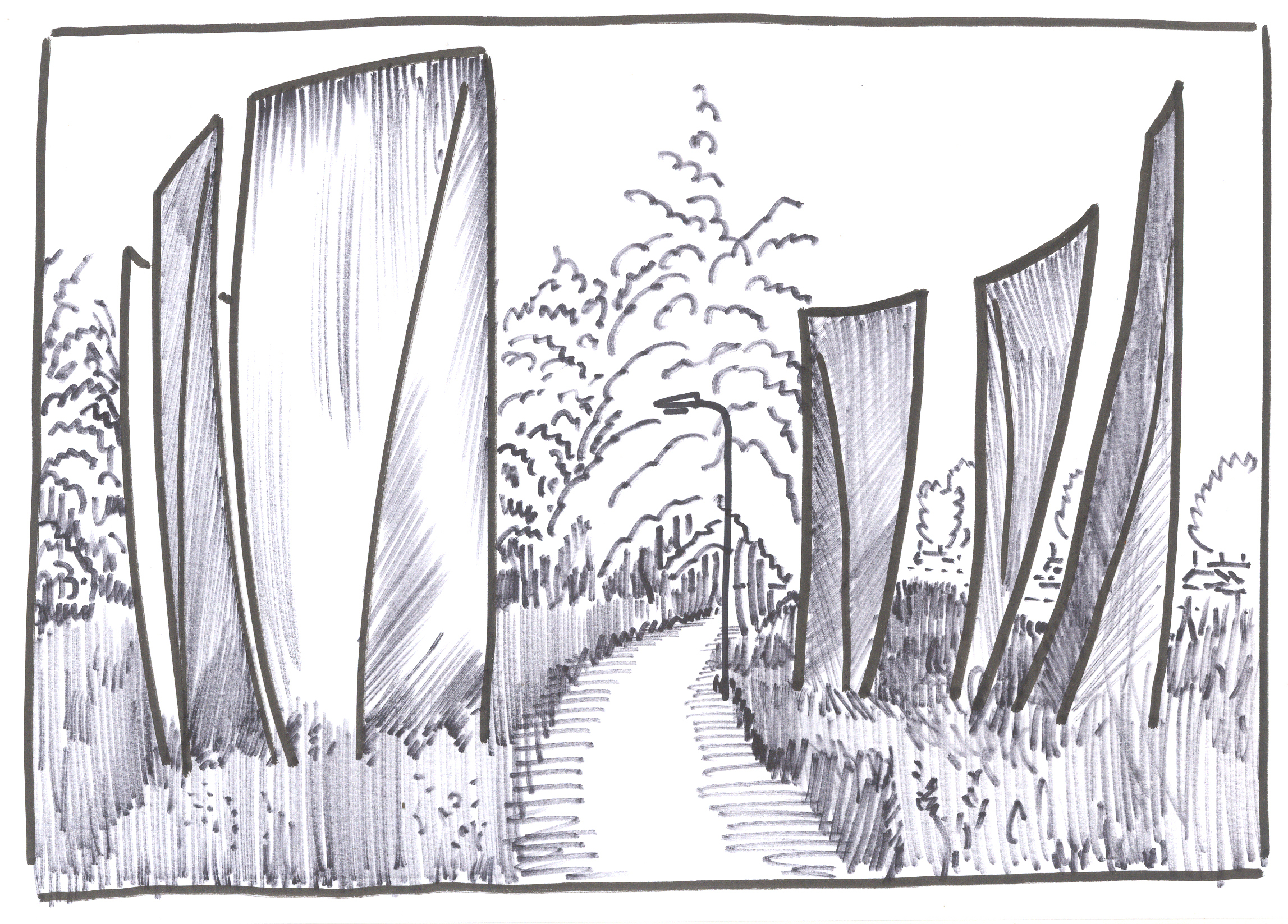
Tekening gemaakt door Jozef de Bot

Jozef de Bot (Beugen, 26 november 1946) is een Nederlandse kunstenaar. 

## Jeugd en opleiding
De Bot groeide op in Boxmeer waarna hij in 1964 naar Hengelo verhuisde. In 1969 studeerde hij daar af aan de Technische Hogeschool in de richting weg- en waterbouwkunde. Zijn eerste tentoonstelling vond plaats in 1974, nadat hij vier jaar les had ontvangen van Riemko Holtrop en Jan Gierveld.

## Werk
De Bot exposeerde onder andere in 1986 en 2016 met werken die de draak steken met ego, reproductie en originaliteit. Hij tekent in zijn omgeving met viltstift en heeft daarmee grote fotokopiemontages gemaakt zoals: Stad, Paasvuur, Zichtlaan. Als een rode draad lopen zijn jaarverslagen door zijn werk. Hij presenteerde zijn 25e en laatste jaarverslag in 2014 en beëindigde vervolgens na 40 jaar kunstenaarschap zijn beroepspraktijk. Voorts was De Bot mede-oprichter en bestuurslid van Stichting Beeldende Kunst "Ag", samen met o.a. Frans Bolscher, Fra Paalman.

## Exposities
De Bot gebruikt de buitenkant van zijn woning in de binnenstad van Hengelo veelvuldig als expositieruimte. Daarnaast exposeerde hij onder andere in het Rijksmuseum Twente (1986), Stedelijk museum Zwolle (2000), Westergasfabriek (2000) en verscheidene expositieruimten in Twente zoals het Lambooijhuis en de HeartGallery. Hij werkte mee aan het buitenkunstwerk "El Frente" dat aan de Deldenerstraat in Hengelo te zien is. Vanaf 1983 heeft hij nog steeds een wekelijks wisselende raamexpositie.

## Trivia

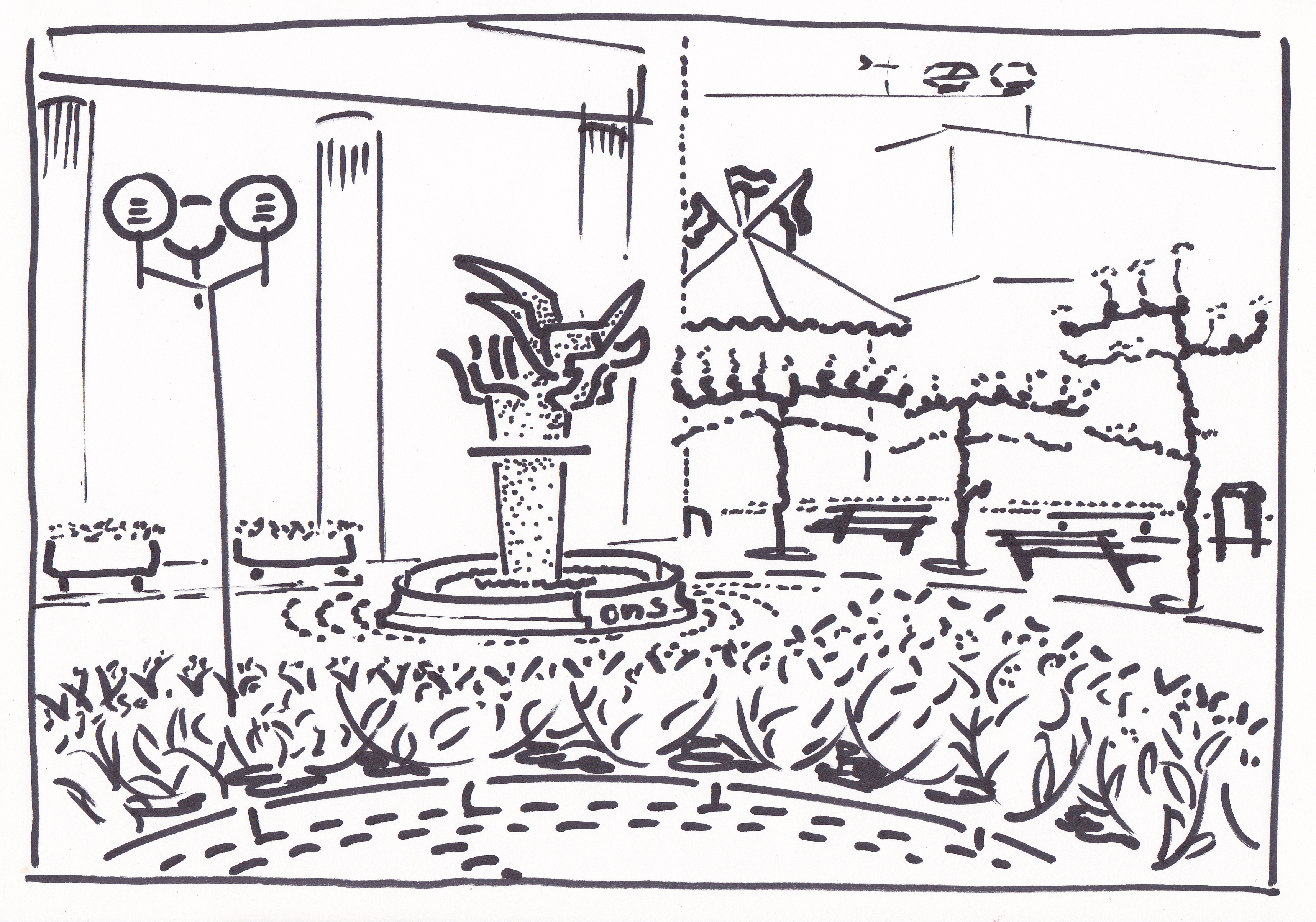
Tekening van Hengelo, gemaakt door Jozef de Bot

De Bots tekeningen van Hengelo worden onder andere gebruikt op de Wikipedia-pagina van Hengelo (Overijssel).
- RKD-Nederlands Instituut voor Kunstgeschiedenis: 11219